# Phyllospongia
Phyllospongia is een geslacht van sponsdieren uit de klasse van de Demospongiae (gewone sponzen).

## Soorten
- Phyllospongia alcicornis (Esper, 1794)
- Phyllospongia cyathina (Lamarck, 1814)
- Phyllospongia ectoscula Lévi, 1961
- Phyllospongia foliacea Vacelet, Vasseur & Lévi, 1976
- Phyllospongia lamellosa (Esper, 1794)
- Phyllospongia macropora Lendenfeld, 1889
- Phyllospongia palmata Thiele, 1899
- Phyllospongia papyracea (Esper, 1794)
- Phyllospongia schulzei Lendenfeld, 1889
- Phyllospongia supraoculata Ridley, 1884